# Kadadaravalli, Hassan
Kadadaravalli là một làng thuộc tehsil Hassan, huyện Hassan, bang Karnataka, Ấn Độ.